# Markus Epping
Markus Epping (* 1966) ist ein ehemaliger deutscher Volleyballspieler.
Markus Epping spielte in seiner Jugend beim  Hövelhofer SV. 1983 wechselte er zum Bundesligisten VBC Paderborn, mit dem er 1985 deutscher Vizemeister wurde. Von 1991 bis 1993 spielte der Mittelblocker beim Ligakonkurrenten SV Bayer Wuppertal (1992 und 1993 Vizemeister) und anschließend beim VfB Friedrichshafen (1994 Vizemeister).
Epping war auch in der deutschen Nationalmannschaft aktiv.